# Sphaerophoria bifasciata
Sphaerophoria bifasciata är en tvåvingeart som beskrevs av Macquart 1850. Sphaerophoria bifasciata ingår i släktet sländblomflugor, och familjen blomflugor. Inga underarter finns listade i Catalogue of Life.